# 마침표
마침표(마침標)는 문장을 마칠 때 사용하는 문장 부호이다. 일반적으로 대부분 언어에서 마침표를 온점(.)으로 쓴다. 중국어, 일본어 등에서는 고리점(。)을 사용한다. 한국에서는 가로쓰기에는 온점(.)을 쓰고 세로쓰기에는 고리점(。)을 썼으나, 최근에는 가로쓰기가 대부분이라, 결국 2015년 1월 1일 한글 맞춤법 부록: 문장부호 규정에서 모점(、)과 함께 삭제되었다. 조선민주주의인민공화국에서는 가로쓰기, 세로쓰기에 관계없이 모두 온점을 쓴다.
- 고리점(。)과 모점(、)을 한국어 키보드에서 특수 문자로 사용하려면 ㄱ+漢字를 누른 다음에 기호를 선택할 수 있다.

## 역사
마침표 기호는 기원전 3세기 비잔티움의 아리스토파네스가 선보인 그리스어 구두점에서 기원한다. 이 시스템에서 위치가 자신만의 의미를 결정했던 일련의 점들이 있었다.

## 용례

### 한국어
한국어에서 마침표의 사용법은 아래와 같다.
- 서술, 명령, 청유 등을 나타내는 문장의 끝에 쓴다. 다만, 표제어나 표어에는 쓰지 않는다.
- 아라비아 숫자만으로 연월일을 표시할 때 쓴다.
  - 1919. 3. 1.
- 장, 절, 항 등을 표시하는 항목 부호 다음에 쓴다.
  - 가. 인명
  - I. 서론
  - 1. 연구 목적
- 준말을 나타내는 데 쓴다.
  - 서. 1987. 3. 5. (서기)

### 수학

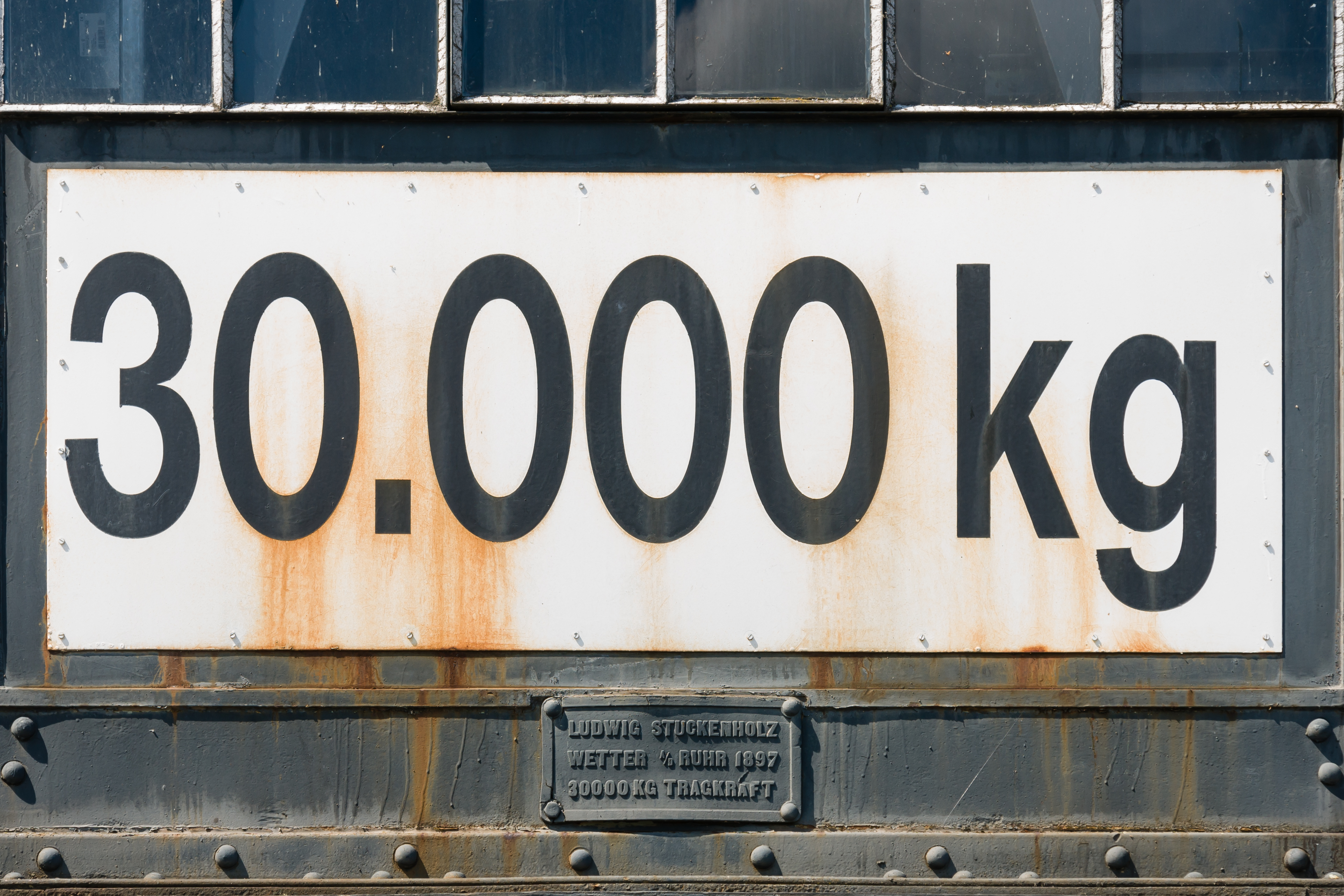
소수점으로 사용된 모습 (독일의 간판)

수학에서 점(.)은 소수점을 의미하며 10진 부분에서 시각적으로 온전한 숫자들을 구분하기 위해 사용한다.
- 1.007 (일 점 영영칠)
- 1,002.007 (천이 점 영영칠)

## 인코딩
문자는 유니코드에서 U+002E . full stop으로 인코딩된다.
여러 속기 시스템에서는 U+2E3C ⸼ stenographic full stop도 사용된다.
이 문자의 전각 형태는 U+FF0E ． fullwidth full stop이다. 이 형태는 CJK 문자와 함께 사용된다.

## 같이 보기
- 문장 부호
- 기호